# BremSat

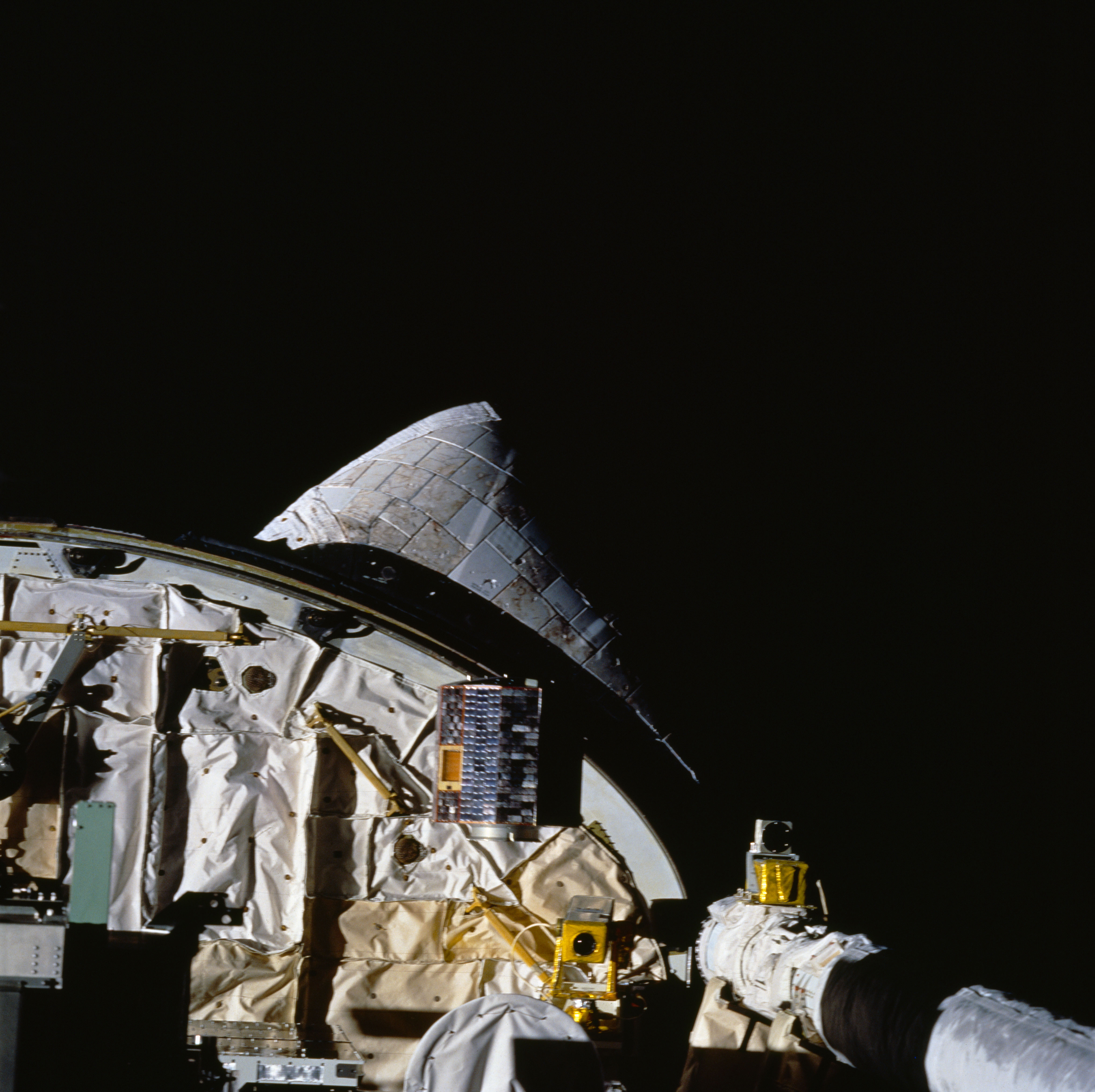
Lançamento do BremSat do compartimento de carga do Discovery. O satélite é o azul para o centro e a esquerda da imagem.

BremSat foi um satélite artificial alemão lançado a partir do compartimento de carga do ônibus espacial Discovery durante a missão STS-60 que foi lançada a partir do Centro Espacial Kennedy no dia 3 de fevereiro de 1994, às 12:10:00 UTC.

## Características
O BremSat foi construído pelo Centro de Tecnologia Espacial Aplicada e Microgravidade (ZARM na sigla em alemão), pertencente à Universidade de Bremen com o patrocínio da Agência Espacial Alemã. Tinha a forma de dodecaedro de 48 centímetros de diâmetro e 52 centímetros de altura.
O satélite foi injetado em uma órbita inicial de 363x344 km e com uma inclinação orbital de 56,9 graus e reentrou na atmosfera em 12 de fevereiro de 1995.

## Objetivos da missão
A missão do BremSat dividiu-se em três fases:
- microgravidade, a bordo do ônibus, antes de ser lançado.
- orbital, após a injeção em órbita.
- reentrada atmosférica.

Os objetivos eram fazer medições de condutividade de calor, forças de aceleração residuais, estimar a qualidade da microgravidade a bordo, investigar a distribuição de densidade e a dinâmica dos micrometeoritos e das partículas de poeira em órbita terrestre baixa, cartografar a distribuição de oxigênio atômico, medir a troca de momento e energia entre o fluxo molecular e o satélite em rotação e medir a pressão e temperatura durante a reentrada atmosférica.
O satélite estava a bordo de um volante de inércia e bobinas magnéticas, um magnetômetro e sensores solares e estelares.